# Calliandra angustifolia
La bobinsana (Calliandra angustifolia) es una especie de arbusto perteneciente a la subfamilia Mimosoideae de las leguminosas (Fabaceae).

## Descripción

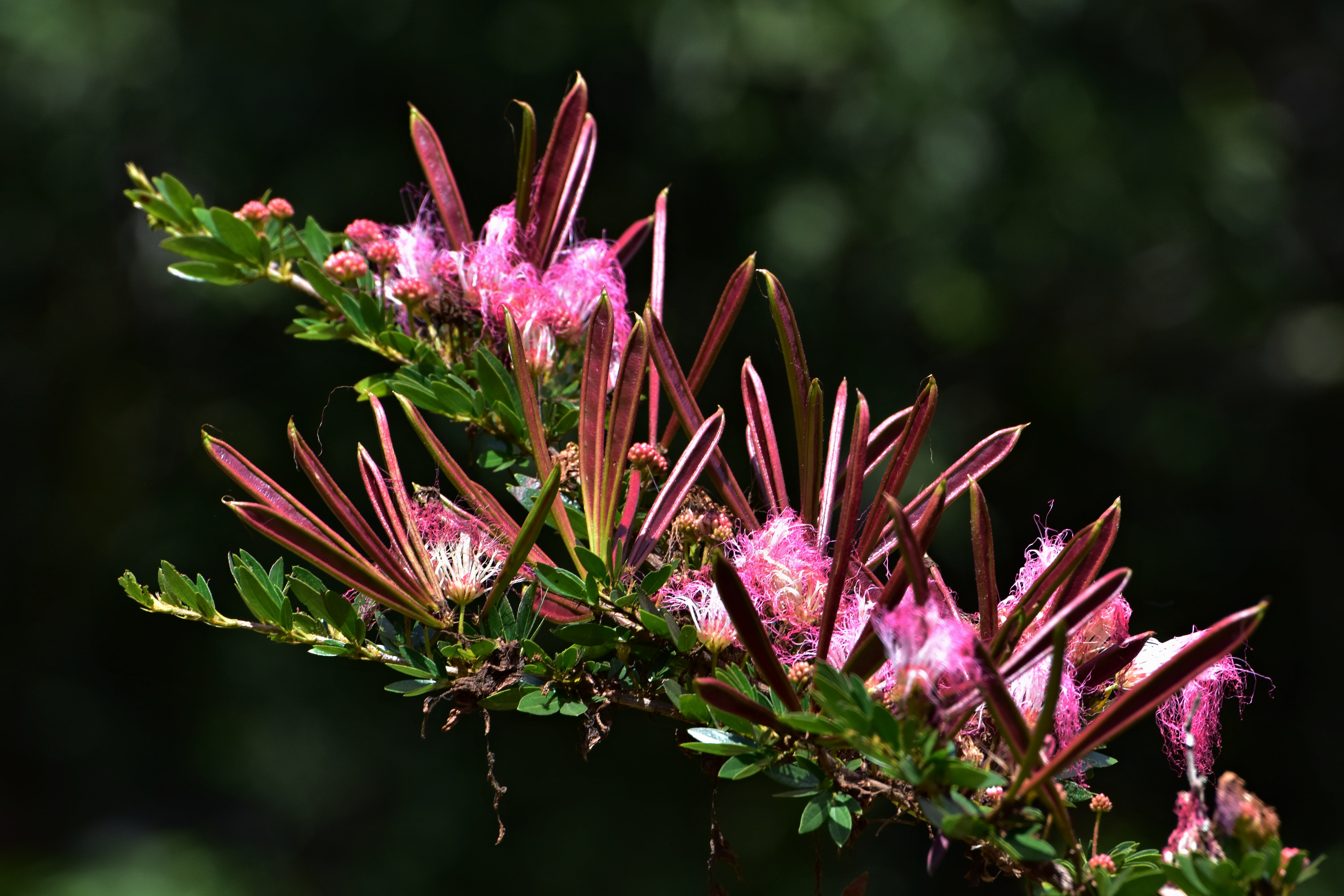
Flores y hojas de la bobinsana (Calliandra angustifolia) en Armenia, Colombia, en 2018.

Calliandra angustifolia es un arbusto de flores blancas y lilas.

## Distribución y hábitat
Se distribuye a lo largo de las estribaciones andinas del oeste de la Amazonia desde el sureste de Colombia al sur a través de Ecuador y Perú hasta el noreste de Bolivia. Se la encuentra en las orillas de los arroyos y en las islas en los rápidos de los ríos, por lo general a una altitud de 10 a 400 m. En ese entorno forma colonias extensas y se inclina sobre la superficie del agua.

## Taxonomía
Calliandra angustifolia fue descrita por el botánico británico George Bentham como Calliandra subnervosa en 1875 y luego recategorizada por el naturalista inglés Richard Spruce el mismo año y publicada en Transactions of the Linnean Society of London 30(3): 540–541 el mismo año.
Etimología
Calliandra: nombre genérico derivado del griego kalli = «hermoso»y andros = «masculino"», refiriéndose a sus estambres bellamente coloreados.
angustifolia: epíteto latino que significa «con hojas estrechas».
Sinonimia
- Calliandra subnervosa Benth., 1875 Trans. Linn. Soc. London 30(3): 540–541.[6]
- Feuilleea angustifolia (Spruce ex Benth.) Kuntze, 1891 Revis. Gen. Pl. 1: 187.[7]
- Calliandra sodiroi  Harms, 1921 Repert. Spec. Nov. Regni Veg. 17: 87.[8]
- Calliandra stricta Rusby, 1927 Mem. New York Bot. Gard. 7(3): 255.[9]

## Importancia económica y cultural

### Uso en la medicina tradicional
En la medicina tradicional amazónica en Perú, es considerada una planta maestra y utilizada en dietas amazónicas para fortalecer la voluntad. La parte utilizada para la función anterior es la corteza del árbol. Los tallos son utilizados también ocasionalmente como planta adicional en la preparación de la decocción ayahuasca.  Las raíces en decocción son utilizadas como anticancerígeno uterino y purificador de la sangre. La corteza y raíces son también maceradas en agua para tratar el reumatismo.

## Nombres comunes
- Carbón, yutsu (Colombia, Ecuador),[14] yopoyo[15]
- En Perú: bobinsana, bubinzana, bobinsania, balata, quinilla blanca, bubinsana[2]